# Filialkirche Federaun

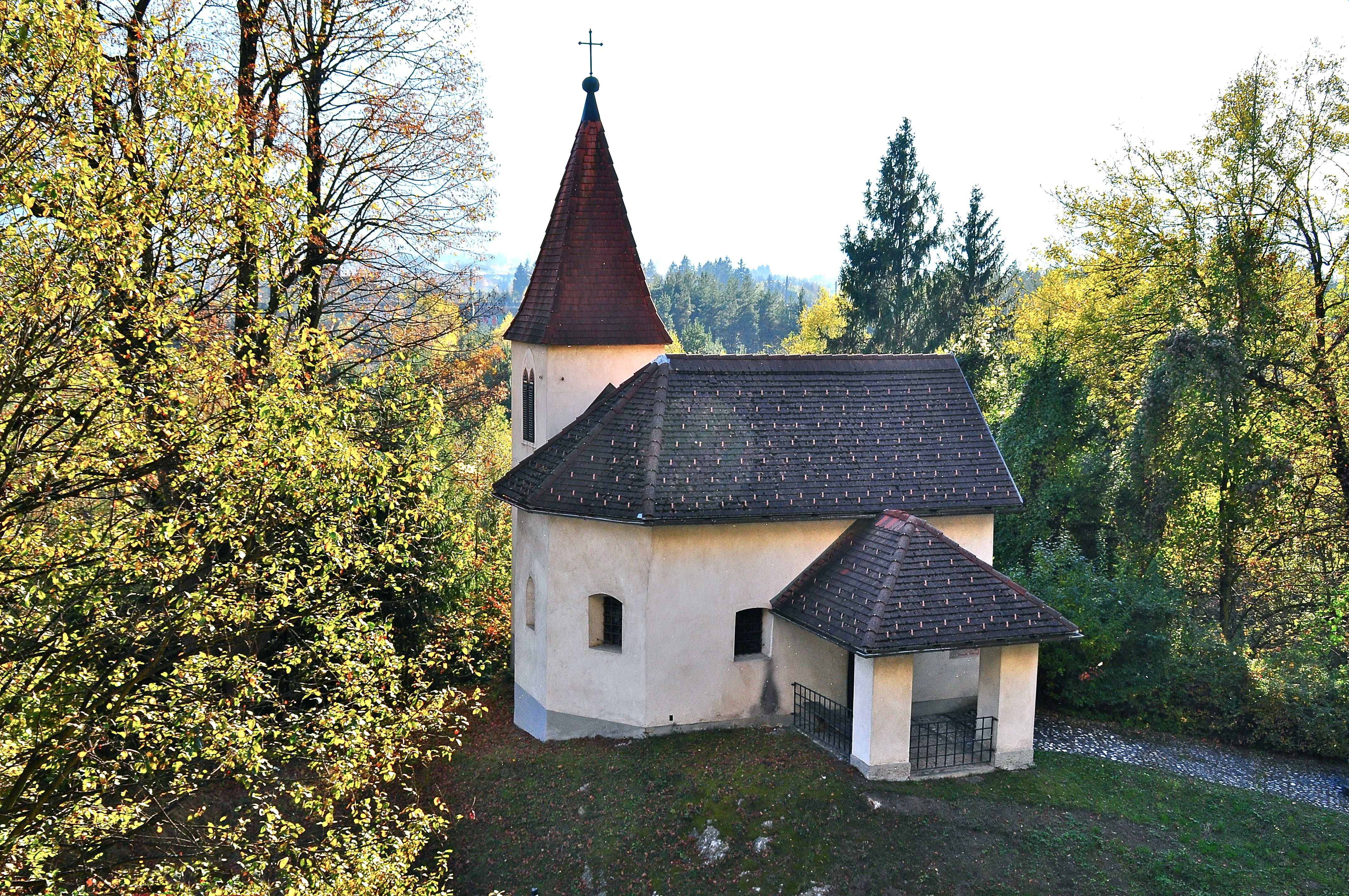

Die Filialkirche Federaun steht am westlichen Ortsrand von Unterfederaun im Gemeindegebiet von Villach. Die Kirche gehört zur römisch-katholischen Pfarre Fürnitz und ist dem heiligen Matthäus geweiht. Sie steht unter Denkmalschutz (Listeneintrag).

## Beschreibung
Dem einheitlich gotischen Bau mit Dreiachtelschluss ist im Norden eine offene Vorlaube auf zwei Pfeilern angebaut. Der Südturm mit Doppelschallfenstern wird von einem Spitzhelm bekrönt. An der Außenmauer hat sich ein um 1400 entstandenes, spätgotisches Freskenfragment mit einer Stifterin erhalten. Man betritt die Kirche durch das Rundbogenportal im Westen.
Der durchgehende Innenraum mit einer großen Holzempore endet in einer halbrunden Apsis mit einem Segmentbogenfenster. Im Süden führt ein Portal mit geradem Sturz in die kreuzgratgewölbte Sakristei. 
Der um 1680 entstandene Hauptaltar zeigt im Mittelbild den Evangelisten Matthäus.